# Cierges
Cierges es una comuna francesa, situada en el departamento de Aisne, de la región de Alta Francia.

## Demografía
| 122 | 111 | 121 | 78 | 81 | 62 | 75 | 70 |
| Para los censos de 1962 a 1999 la población legal corresponde a la población sin duplicidades (Fuente: INSEE [Consultar]) |     |     |    |    |    |    |    |